# Stockholm (2013)
Stockholm is een Spaanse film uit 2013, geregisseerd door Rodrigo Sorogoyen.

## Verhaal
Een jongen probeert na afloop van een feestje een meisje te versieren. In eerste instantie lijkt ze niet geïnteresseerd, maar hij geeft niet op. Uiteindelijk verandert ze van gedachten en brengen ze de nacht samen door. De volgende ochtend ontdekt ze een andere kant van hem.

## Rolverdeling
| Acteur         | Personage  |
| -------------- | ---------- |
| Javier Pereira | Él (hij)   |
| Aura Garrido   | Ella (zij) |

## Ontvangst

### Recensies
Op Rotten Tomatoes geeft 80% van de 5 recensenten de film een positieve recensie, met een gemiddelde score van 6,83/10.

### Prijzen en nominaties
De film werd genomineerd voor 3 Premios Goya, waarvan de film er één won.
| Jaar | Prijs                           | Categorie                  | Genomineerde      | Resultaat   |
| ---- | ------------------------------- | -------------------------- | ----------------- | ----------- |
| 2014 | Premios Goya (28ste uitreiking) | Beste actrice              | Aura Garrido      | Genomineerd |
| 2014 | Premios Goya (28ste uitreiking) | Beste debuterend acteur    | Javier Pereira    | Gewonnen    |
| 2014 | Premios Goya (28ste uitreiking) | Beste debuterend regisseur | Rodrigo Sorogoyen | Genomineerd |